# Ernst Behm
Ernst Behm (Gotha, 4 de gener de 1830 - Gotha, 15 de març de 1884) va ser un geògraf i estadístic alemany. Behm va estudiar medicina i ciències a les Universitats de Jena, Berlín i Würzburg. El 1856 va començar a treballar com a editor per a Petermanns Geographischen Mitteilungen a Gotha. Aquesta publicació era una revista de geografia en alemany que havia creat August Heinrich Petermann. El 1866 esdevingué editor del Geographische Jahrbuch ("Almanac geogràfic"), i va fundar el 1872 conjuntament amb Hermann Wagner la revista geogràfica i estadística, Die Bevölkerung der Erde. Starting in 1876 va dirigir l'equip editorial de la secció estadística del Gothaischen Hofkalenders, i després de la mort de Petermann, el 1878, ocupà el càrrec d'editor de Petermanns Geographischen Mitteilungen. El 1872 Behm va publicar un article (Beweise für die Identität des Lualaba mit dem Congo), que demostrava científicament que el riu Lualaba era un headstream del riu Congo. Aquesta teoria va rebre una confirmació més tard per part de l'explorador Henry Morton Stanley el 1877.